# (11004) Stenmark
(11004) Stenmark (1980 FJ1) – planetoida z pasa głównego asteroid okrążająca Słońce w ciągu 5,79 lat w średniej odległości 3,22 j.a. Odkryta 16 marca 1980 roku.